# Cas Valentich
 (mars 2017).

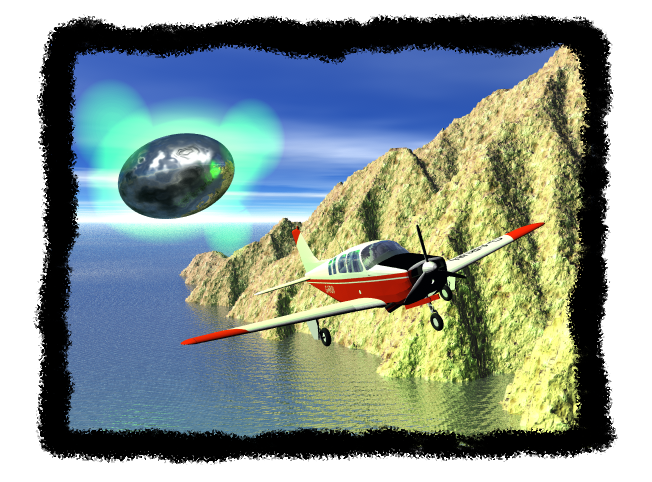
Reconstitution d'artiste.

Le cas Frederick Valentich est une affaire de disparition liée au phénomène ovni. Elle se déroula le 21 octobre 1978, le long des côtes australiennes.

## Chronologie des événements
Le 21 octobre 1978, à 18h19, Frederick Valentich, jeune pilote âgé de 20 ans, décolle de l'aéroport de Moorabbin près de Melbourne (Australie) à bord d'un Cessna 182. Il compte faire un simple aller-retour jusqu'à King Island situé à 240 km de là. À 19h06, alors qu'il commence à survoler la mer, il contacte la tour de contrôle de Melbourne afin de savoir si un autre appareil vole dans la même zone que lui. Le contrôleur lui répond que non, mais Valentich dit apercevoir un appareil qu'il n'identifie pas, volant près de lui et dont il évalue l'altitude à 1 500 mètres. Le jeune pilote indique au contrôleur que la chose « a une lumière verte et plutôt métallique »,. Valentich dit à la tour de contrôle qu'il ne peut évaluer la grandeur de l'objet en raison de sa vitesse,. À 19h12, il affirme au contrôleur « qu'il ne peut identifier l'avion »,. Un bruit de grincement métallique couvre la voix de Valentich et la communication est coupée. Dès 19h28, la Royal Australian Air Force envoie des avions de reconnaissance dans la zone. Les recherches continuent jusqu'au 25 octobre, mais on ne retrouva jamais le corps de Valentich, ni le moindre débris pouvant provenir de l'appareil.
Plusieurs semaines après l'incident, un témoin affirma avoir aperçu un petit avion de tourisme « suivi » par une étrange lumière verte survolant la mer le 21 octobre 1978, alors qu'il se trouvait du côté de cap Otway, près du lieu du dernier contact radio de Valentich. Plusieurs années après la divulgation de cette « lumière verte en-dessous de l'avion de Valentich », il précisa que « la couleur des lumières était similaire à celle des feux de navigation d'un avion »,.
À ce jour, aucune preuve matérielle de sa mort n'ayant pu être apportée, Frederick Valentich est toujours officiellement considéré comme « porté disparu ».

## Thèse officielle
- Les autorités australiennes évoquèrent la possibilité que Valentich ait pu être désorienté pour une raison inconnue, qu'il confonde les reflets de son propre avion dans la mer avec l'étrange apparition qu'il décrivit au contrôleur, et s'abîme dans l'océan.

- L'intérêt manifeste que Frederick Valentich présentait pour le phénomène ovni (il assista à plusieurs conférences sur le sujet à la base militaire de Sale) a pu modifier son interprétation d'un phénomène parfaitement naturel.

## Argument ufologique
- La météo du 21 octobre 1978 claire et dégagée rendrait la thèse d'une perte d'orientation très improbable.
- L'enregistrement audio du pilote avec la tour de contrôle semblerait totalement discréditer la thèse officielle.